# Чак Галл
Чарльз «Чак» Галл (англ. Charles "Chuck" Hull, нар. 1 березня 1924, деякі джерела кажуть 1923 — 15 лютого 2000) — американський ринг-аннонсер та спортивний коментатор.

## Життєпис
Галл народився в США у місті Джексонвілл, штат Іллінойс. Понад тридцять років він працював у Лас-Вегасі, штат Невада, представляючи професійних боксерів наживо та телевізійним натовпам на багатьох нетитульних і великих боксерських боях, як серед любителів, так і серед професійних, багато з яких проводилися в міському готелі Caesar's Palace. Галл був членом неіснуючої Всесвітньої боксерської зали слави (не плутати з більш шанованою Міжнародною боксерською залою слави або Міжнародною жіночою боксерською залою слави). Халл також був мовником, брав участь у шоу, які показували на телеканалі KLAS_TV у Лас-Вегасі. У 1995 році Галл припинив активну діяльність .
У грудні 2021 року Галл був обраний до Міжнародної зали боксерської слави як член її класу 2022 року. Він був прийнятий до IBHOF у червні 2022 року.